# Ángel Valtierra
Ángel Valtierra S.J. (Amaya, Burgos, 1911-Madrid julio de 1982) fue un periodista, escritor y religioso jesuita.

## Biografía
Nacido en España, el padre Valtierra se trasladó a los 17 años a Colombia, país donde se ordenó sacerdote en 1942 y donde desarrolló su trabajo en el área de la comunicación y el periodismo.
Fue profesor de la Pontificia Universidad Javeriana y director junto a J. Manuel Pacheco S.J. de la "Revista Javeriana". En este contexto académico escribió numerosos trabajos sobre San Pedro Claver, que se convirtieron en referencia para los estudiosos del "patrón de los esclavos" 
Tras su fallecimiento en 1982 el edificio 51 de la Pontificia Universidad Javeriana recibió el nombre del padre Ángel Valtierra.

### Publicaciones
Es autor de más de 80 obras, entre las que destacan:
- Ángel Valtierra. (1954). El esclavo de los esclavos. San Pedro Claver. Bogotá.
- Ángel Valtierra. (1962).  Cartagena: un nuevo festival de cine. Cartagena de Indias.
- Ángel Valtierra. (1964). San Pedro Claver: el santo que libertó una raza. Departamento de Publicaciones, Santuario de San Pedro Claver.
- Ángel Valtierra. (1964). Las fuerzas que forjan la opinión pública. Bogotá.
- Ángel Valtierra. (1974). Jerusalén: ciudad de Dios. Bogotá.
- Ángel Valtierra. (1980). Cuarto centenario del nacimiento de san Pedro Claver 24 de junio de 1580 - 24 de junio de 1980: Pedro Claver, S.J. el esclavo de los esclavos, el forjador de una raza, el hombre y la época (1580-1980).